# Ribeirão Auiia
Ribeirão Auiia är ett vattendrag i Brasilien.   Det ligger i delstaten Mato Grosso, i den centrala delen av landet, 700 km nordväst om huvudstaden Brasília.
I omgivningarna runt Ribeirão Auiia växer i huvudsak städsegrön lövskog. Trakten runt Ribeirão Auiia är nära nog obefolkad, med mindre än två invånare per kvadratkilometer.